# Eisschnelllauf-Sprintweltmeisterschaft 1999
Die 30. Eisschnelllauf-Sprintweltmeisterschaft wurde vom 20. bis 21. Februar im kanadischen Calgary (Olympic Oval) ausgetragen.

## Wettbewerb
- 62 Sportler aus 17 Nationen nahmen am Mehrkampf teil

| Teilnehmende Nationen                         | Teilnehmende Nationen                  | Teilnehmende Nationen              | Teilnehmende Nationen   | Teilnehmende Nationen       |
| --------------------------------------------- | -------------------------------------- | ---------------------------------- | ----------------------- | --------------------------- |
| Österreich Belarus Kanada Volksrepublik China | Finnland Frankreich Deutschland Ungarn | Italien Japan Südkorea Niederlande | Norwegen Polen Russland | Schweden Vereinigte Staaten |

### Frauen

#### Endstand
- Zeigt die zwölf erfolgreichsten Sportlerinnen der Sprint-WM

| Rang | Name                | 1. Lauf 500 Meter | Pkt.  | 1. Lauf 1.000 Meter | Pkt.  | 2. Lauf 500 Meter | Pkt.  | 2. Lauf 1.000 Meter | Pkt.  | Gesamt- pkt. |
| ---- | ------------------- | ----------------- | ----- | ------------------- | ----- | ----------------- | ----- | ------------------- | ----- | ------------ |
| 1    | Monique Garbrecht   | 38,32 (4)         | 38,32 | 1:15,46 (2)         | 37,73 | 38,25 (3)         | 38,25 | 1:14,61 (1)         | 37,30 | 151,605      |
| 2    | Catriona LeMay-Doan | 37,89 (1)         | 37,89 | 1:16,21 (6)         | 38,10 | 37,86 (1)         | 37,86 | 1:15,57 (5)         | 37,78 | 151,640      |
| 3    | Sabine Völker       | 38,34 (5)         | 38,34 | 1:15,32 (1)         | 37,66 | 38,10 (2)         | 38,10 | 1:15,52 (4)         | 37,76 | 151,860      |
| 4    | Marianne Timmer     | 38,47 (6)         | 38,47 | 1:15,46 (2)         | 37,73 | 38,59 (7)         | 38,59 | 1:15,41 (2)         | 37,70 | 152,495      |
| 5    | Chris Witty         | 38,55 (7)         | 38,55 | 1:15,96 (5)         | 37,98 | 38,64 (8)         | 38,64 | 1:15,47 (3)         | 37,73 | 152,905      |
| 6    | Tomomi Okazaki      | 38,28 (3)         | 38,28 | 1:17,22 (14)        | 38,61 | 38,31 (4)         | 38,31 | 1:16,83 (12)        | 38,41 | 153,615      |
| 7    | Aki Tonoike         | 38,84 (9)         | 38,84 | 1:16,54 (7)         | 38,27 | 38,74 (9)         | 38,74 | 1:16,42 (9)         | 38,21 | 154,060      |
| 8    | Swetlana Schurowa   | 38,27 (2)         | 38,27 | 1:17,84 (16)        | 38,92 | 38,42 (5)         | 38,42 | 1:17,03 (13)        | 38,51 | 154,125      |
| 9    | Andrea Nuyt         | 39,13 (11)        | 39,13 | 1:16,84 (9)         | 38,42 | 38,53 (6)         | 38,53 | 1:16,57 (11)        | 38,28 | 154,365      |
| 10   | Annamarie Thomas    | 39,27 (13)        | 39,27 | 1:15,88 (4)         | 37,94 | 39,21 (16)        | 39,21 | 1:15,97 (6)         | 37,98 | 154,405      |
| 11   | Eriko Sanmiya       | 38,79 (8)         | 38,79 | 1:17,04 (12)        | 38,52 | 38,87 (12)        | 38,87 | 1:17,03 (13)        | 38,51 | 154,695      |
| 12   | Franziska Schenk    | 39,12 (10)        | 39,12 | 1:16,91 (10)        | 38,45 | 39,11 (14)        | 39,11 | 1:16,45 (10)        | 38,22 | 154,910      |

#### 1. Lauf 500 Meter
| Platz | Name                | Land               | Zeit  | Punkte |
| ----- | ------------------- | ------------------ | ----- | ------ |
| 1     | Catriona LeMay-Doan | Kanada             | 37,89 | 37,89  |
| 2     | Swetlana Schurowa   | Russland           | 38,27 | 38,27  |
| 3     | Tomomi Okazaki      | Japan              | 38,28 | 38,28  |
| 4     | Monique Garbrecht   | Deutschland        | 38,32 | 38,32  |
| 5     | Sabine Völker       | Deutschland        | 38,34 | 38,34  |
| 6     | Marianne Timmer     | Niederlande        | 38,47 | 38,47  |
| 7     | Chris Witty         | Vereinigte Staaten | 38,55 | 38,55  |
| 8     | Eriko Sanmiya       | Japan              | 38,79 | 38,79  |
| 9     | Aki Tonoike         | Japan              | 38,84 | 38,84  |
| 10    | Franziska Schenk    | Deutschland        | 39,12 | 39,12  |
|       |                     |                    |       |        |
| 12    | Christina Zummack   | Deutschland        | 39,17 | 39,17  |
| 17    | Emese Hunyady       | Österreich         | 39,38 | 39,38  |

#### 1. Lauf 1.000 Meter
| Platz | Name                              | Land                    | Zeit    | Punkte |
| ----- | --------------------------------- | ----------------------- | ------- | ------ |
| 1     | Sabine Völker                     | Deutschland             | 1:15,32 | 37,66  |
| 2     | Monique Garbrecht Marianne Timmer | Deutschland Niederlande | 1:15,46 | 37,73  |
| 4     | Annamarie Thomas                  | Niederlande             | 1:15,88 | 37,94  |
| 5     | Chris Witty                       | Vereinigte Staaten      | 1:15,96 | 37,98  |
| 6     | Catriona LeMay-Doan               | Kanada                  | 1:16,21 | 38,10  |
| 7     | Aki Tonoike                       | Japan                   | 1:16,54 | 38,27  |
| 8     | Jennifer Rodriguez                | Vereinigte Staaten      | 1:16,77 | 38,38  |
| 9     | Andrea Nuyt                       | Niederlande             | 1:16,84 | 38,42  |
| 10    | Franziska Schenk                  | Deutschland             | 1:16,91 | 38,45  |
|       |                                   |                         |         |        |
| 11    | Emese Hunyady                     | Österreich              | 1:17,03 | 38,51  |
| 20    | Christina Zummack                 | Deutschland             | 1:18,65 | 39,32  |

#### 2. Lauf 500 Meter
| Platz | Name                | Land                | Zeit  | Punkte |
| ----- | ------------------- | ------------------- | ----- | ------ |
| 1     | Catriona LeMay-Doan | Kanada              | 37,86 | 37,86  |
| 2     | Sabine Völker       | Deutschland         | 38,10 | 38,10  |
| 3     | Monique Garbrecht   | Deutschland         | 38,25 | 38,25  |
| 4     | Tomomi Okazaki      | Japan               | 38,31 | 38,31  |
| 5     | Swetlana Schurowa   | Russland            | 38,42 | 38,42  |
| 6     | Andrea Nuyt         | Niederlande         | 38,53 | 38,53  |
| 7     | Marianne Timmer     | Niederlande         | 38,59 | 38,59  |
| 8     | Chris Witty         | Vereinigte Staaten  | 38,64 | 38,64  |
| 9     | Aki Tonoike         | Japan               | 38,74 | 38,74  |
| 10    | Xue Ruihong         | Volksrepublik China | 38,77 | 38,77  |
|       |                     |                     |       |        |
| 13    | Christina Zummack   | Deutschland         | 38,92 | 38,92  |
| 14    | Franziska Schenk    | Deutschland         | 39,11 | 39,11  |
| 21    | Emese Hunyady       | Österreich          | 39,44 | 39,44  |

#### 2. Lauf 1.000 Meter
| Platz | Name                | Land               | Zeit    | Punkte |
| ----- | ------------------- | ------------------ | ------- | ------ |
| 1     | Monique Garbrecht   | Deutschland        | 1:14,61 | 37,30  |
| 2     | Marianne Timmer     | Niederlande        | 1:15,41 | 37,70  |
| 3     | Chris Witty         | Vereinigte Staaten | 1:15,47 | 37,73  |
| 4     | Sabine Völker       | Deutschland        | 1:15,52 | 37,76  |
| 5     | Catriona LeMay-Doan | Kanada             | 1:15,57 | 37,78  |
| 6     | Annamarie Thomas    | Niederlande        | 1:15,97 | 37,98  |
| 7     | Tonny de Jong       | Niederlande        | 1:16,23 | 38,11  |
| 8     | Jennifer Rodriguez  | Vereinigte Staaten | 1:16,27 | 38,13  |
| 9     | Aki Tonoike         | Japan              | 1:16,42 | 38,21  |
| 10    | Franziska Schenk    | Deutschland        | 1:16,45 | 38,22  |
|       |                     |                    |         |        |
| 13    | Emese Hunyady       | Österreich         | 1:17,03 | 38,51  |
| 18    | Christina Zummack   | Deutschland        | 1:17,53 | 38,76  |

### Männer

#### Endstand
- Zeigt die zwölf erfolgreichsten Sportler der Sprint-WM

| Rang | Name                | 1. Lauf 500 Meter | Pkt.  | 1. Lauf 1.000 Meter | Pkt.  | 2. Lauf 500 Meter | Pkt.  | 2. Lauf 1.000 Meter | Pkt.  | Gesamt- pkt. |
| ---- | ------------------- | ----------------- | ----- | ------------------- | ----- | ----------------- | ----- | ------------------- | ----- | ------------ |
| 1    | Jeremy Wotherspoon  | 34,76 (1)         | 34,76 | 1:08,66 (1)         | 34,33 | 34,93 (2)         | 34,93 | 1:08,58 (2)         | 34,29 | 138,310      |
| 2    | Jan Bos             | 35,07 (3)         | 35,07 | 1:09,49 (2)         | 34,74 | 34,87 (1)         | 34,87 | 1:08,55 (1)         | 34,27 | 138,960      |
| 3    | Hiroyasu Shimizu    | 34,79 (2)         | 34,79 | 1:09,82 (5)         | 34,91 | 35,11 (3)         | 35,11 | 1:10,17 (8)         | 35,08 | 139,895      |
| 4    | Jakko Jan Leeuwangh | 35,37 (4)         | 35,37 | 1:09,49 (2)         | 34,74 | 35,43 (9)         | 35,43 | 1:09,45 (4)         | 34,72 | 140,270      |
| 5    | Erben Wennemars     | 35,63 (13)        | 35,63 | 1:09,58 (4)         | 34,79 | 35,29 (5)         | 35,29 | 1:09,23 (3)         | 34,61 | 140,325      |
| 6    | Junichi Inoue       | 35,44 (7)         | 35,44 | 1:09,88 (6)         | 34,94 | 35,39 (7)         | 35,39 | 1:09,79 (5)         | 34,89 | 140,665      |
| 7    | Mike Ireland        | 35,60 (11)        | 35,60 | 1:10,08 (8)         | 35,04 | 35,31 (6)         | 35,31 | 1:09,84 (6)         | 34,92 | 140,870      |
| 8    | Janne Hänninen      | 35,41 (6)         | 35,41 | 1:10,04 (7)         | 35,02 | 35,61 (13)        | 35,61 | 1:10,00 (7)         | 35,00 | 141,040      |
| 9    | Toshiyuki Kuroiwa   | 35,56 (10)        | 35,56 | 1:10,54 (11)        | 35,27 | 35,56 (11)        | 35,56 | 1:10,24 (9)         | 35,12 | 141,510      |
| 10   | Casey Fitzrandolph  | 35,51 (8)         | 35,51 | 1:10,81 (16)        | 35,40 | 35,28 (4)         | 35,28 | 1:10,67 (17)        | 35,33 | 141,530      |
| 11   | Tomasz Swist        | 35,39 (5)         | 35,39 | 1:11,44 (23)        | 35,72 | 35,49 (10)        | 35,49 | 1:10,40 (13)        | 35,20 | 141,800      |
| 12   | Paweł Abratkiewicz  | 35,52 (9)         | 35,52 | 1:10,65 (13)        | 35,32 | 36,08 (23)        | 36,08 | 1:10,25 (10)        | 35,12 | 142,050      |
| 12   | Patrick Bouchard    | 35,73 (14)        | 35,73 | 1:11,06 (19)        | 35,53 | 35,39 (7)         | 35,39 | 1:10,80 (19)        | 35,40 | 142,050      |

#### 1. Lauf 500 Meter
| Platz | Name                | Land               | Zeit  | Punkte |
| ----- | ------------------- | ------------------ | ----- | ------ |
| 1     | Jeremy Wotherspoon  | Kanada             | 34,76 | 34,76  |
| 2     | Hiroyasu Shimizu    | Japan              | 34,79 | 34,79  |
| 3     | Jan Bos             | Niederlande        | 35,07 | 35,07  |
| 4     | Jakko Jan Leeuwangh | Niederlande        | 35,37 | 35,37  |
| 5     | Tomasz Swist        | Polen              | 35,39 | 35,39  |
| 6     | Janne Hänninen      | Finnland           | 35,41 | 35,41  |
| 7     | Junichi Inoue       | Japan              | 35,44 | 35,44  |
| 8     | Casey Fitzrandolph  | Vereinigte Staaten | 35,51 | 35,51  |
| 9     | Paweł Abratkiewicz  | Polen              | 35,52 | 35,52  |
| 10    | Toshiyuki Kuroiwa   | Japan              | 35,56 | 35,56  |
|       |                     |                    |       |        |
| 16    | Christian Breuer    | Deutschland        | 35,88 | 35,88  |
| 17    | Michael Künzel      | Deutschland        | 35,90 | 35,90  |
| 23    | Roland Brunner      | Österreich         | 36,14 | 36,14  |

#### 1. Lauf 1.000 Meter
| Platz | Name                        | Land        | Zeit    | Punkte |
| ----- | --------------------------- | ----------- | ------- | ------ |
| 1     | Jeremy Wotherspoon          | Kanada      | 1:08,66 | 34,33  |
| 2     | Jan Bos Jakko Jan Leeuwangh | Niederlande | 1:09,49 | 34,74  |
| 4     | Erben Wennemars             | Niederlande | 1:09,58 | 34,79  |
| 5     | Hiroyasu Shimizu            | Japan       | 1:09,82 | 34,91  |
| 6     | Junichi Inoue               | Japan       | 1:09,88 | 34,94  |
| 7     | Janne Hänninen              | Finnland    | 1:10,04 | 35,02  |
| 8     | Mike Ireland                | Kanada      | 1:10,08 | 35,04  |
| 9     | Rintje Ritsma               | Niederlande | 1:10,19 | 35,09  |
| 10    | Michael Künzel              | Deutschland | 1:10,45 | 35,22  |
|       |                             |             |         |        |
| 15    | Christian Breuer            | Deutschland | 1:10,71 | 35,35  |
| 24    | Roland Brunner              | Österreich  | 1:11,49 | 35,74  |
| 30    | Marnix ten Kortenaar        | Österreich  | 1:13,25 | 36,62  |

#### 2. Lauf 500 Meter
| Platz | Name                           | Land               | Zeit  | Punkte |
| ----- | ------------------------------ | ------------------ | ----- | ------ |
| 1     | Jan Bos                        | Niederlande        | 34,87 | 34,87  |
| 2     | Jeremy Wotherspoon             | Kanada             | 34,93 | 34,93  |
| 3     | Hiroyasu Shimizu               | Japan              | 35,11 | 35,11  |
| 4     | Casey Fitzrandolph             | Vereinigte Staaten | 35,28 | 35,28  |
| 5     | Erben Wennemars                | Niederlande        | 35,29 | 35,29  |
| 6     | Mike Ireland                   | Kanada             | 35,31 | 35,31  |
| 7     | Junichi Inoue Patrick Bouchard | Japan Kanada       | 35,39 | 35,39  |
| 9     | Jakko Jan Leeuwangh            | Niederlande        | 35,43 | 35,43  |
| 10    | Tomasz Swist                   | Polen              | 35,49 | 35,49  |
|       |                                |                    |       |        |
| 15    | Michael Künzel                 | Deutschland        | 35,69 | 35,69  |
| 16    | Roland Brunner                 | Österreich         | 35,77 | 35,77  |
| 25    | Christian Breuer               | Deutschland        | 36,09 | 36,09  |

#### 2. Lauf 1.000 Meter
| Platz | Name                 | Land        | Zeit    | Punkte |
| ----- | -------------------- | ----------- | ------- | ------ |
| 1     | Jan Bos              | Niederlande | 1:08,55 | 34,27  |
| 2     | Jeremy Wotherspoon   | Kanada      | 1:08,58 | 34,29  |
| 3     | Erben Wennemars      | Niederlande | 1:09,23 | 34,61  |
| 4     | Jakko Jan Leeuwangh  | Niederlande | 1:09,45 | 34,72  |
| 5     | Junichi Inoue        | Japan       | 1:09,79 | 34,89  |
| 6     | Mike Ireland         | Kanada      | 1:09,84 | 34,92  |
| 7     | Janne Hänninen       | Finnland    | 1:10,00 | 35,00  |
| 8     | Hiroyasu Shimizu     | Japan       | 1:10,17 | 35,08  |
| 9     | Toshiyuki Kuroiwa    | Japan       | 1:10,24 | 35,12  |
| 10    | Paweł Abratkiewicz   | Polen       | 1:10,25 | 35,12  |
|       |                      |             |         |        |
| 11    | Christian Breuer     | Deutschland | 1:10,37 | 35,18  |
| 20    | Michael Künzel       | Deutschland | 1:10,88 | 35,44  |
| 22    | Roland Brunner       | Österreich  | 1:10,98 | 35,49  |
| 28    | Marnix ten Kortenaar | Österreich  | 1:12,75 | 36,37  |